# Fusobacterium nucleatum
Fusobacterium nucleatum es una especie de bacteria endógena de la cavidad oral de los humanos, que desempeña un papel en la enfermedad periodontal. Este organismo es comúnmente recuperado de diferentes infecciones monomicrobianas y mixtas en humanos y animales. Es un componente clave de la placa dental debido a su abundancia y su capacidad de coagregarse con otras especies en la cavidad oral. Fusobacterium nucleatum es parte de la microbiota placentaria normal y saludable.

## Nacimientos prematuros
Investigaciones relacionan enfermedad periodontal causada por F. nucleatum con partos prematuros en humanos. En muchos estudios, las células de F. nucleatum se han aislado del líquido amniótico, placenta y  membrana corioamniónica del parto prematuro de las mujeres . Además, ratones de laboratorio inoculados (directamente en la sangre) con F. nucleatum  han dado a luz prematuramente, y la patología de la infección parece reflejar las observaciones en humanos. En conjunto, esta investigación proporciona evidencia de una posible conexión causal entre la enfermedad periodontal causada por F. nucleatum y al menos algunos casos de parto prematuro. Curiosamente, F. nucleatum también se puede aislar del microbioma vaginal, especialmente en mujeres con una condición conocida como vaginosis bacteriana. Ambas, colonización vaginal y vaginosis bacterial por F. nucleatum también se han relacionado con el nacimiento prematuro y las infecciones dentro del útero. Por lo tanto, el nacimiento prematuro derivado de infecciones causadas por F. nucleatum también podría surgir de una infección invasiva en el tejido uterino que se origina en la vagina colonizada.

## Adenomas colónicos
F. nucleatum  tiene una asociación demostrada con el cáncer de colon; además, se ha descrito un mecanismo por el cual  F. nucleatum  induce el crecimiento del tumor sin el mecanismo más general de inducir inflamación o de otra manera irritar el tejido del colon. Esto sugiere carcinogénesis directa y específica.